# Harmothoe gilchristi
Harmothoe gilchristi är en ringmaskart som beskrevs av Francis Day 1960. Harmothoe gilchristi ingår i släktet Harmothoe och familjen Polynoidae. Inga underarter finns listade i Catalogue of Life.